# Pity Party
„Pity Party” este un cântec al interpretei americane Melanie Martinez bazat pe șlagărul din 1963 „It's My Party” lui Lesley Gore, a fost lansat la data de 2 iunie 2015 ca primul extras pe single al albumului, Cry Baby.

## Videoclip
Videoclipul muzical al cântecului a fost publicat la data de 1 iunie 2015. Cu toate acestea, videoclipul a fost divulgat cu trei zile înainte de lansare. Videoclipul a fost regizat de către Melanie însăși, ea descrie videoclipul ca „o experiență distractivă pentru ea”, având în vedere faptul că este singura care face parte din videoclip.
Videoclipul din spatele scenelor a fost publicat la data de 17 iunie. Melanie povestește că personajul „«Cry Baby» Se îndrăgostește de cineva, organizează o petrecere, l-a invitat, însă nimeni nu s-a prezentat așa că și-a ieșit din minți”.

## Ordinea pieselor pe disc
| Nr.                                | Titlul           | Durată |
| ---------------------------------- | ---------------- | ------ |
| Descărcare digitală                |                  |        |
| 01.                                | „Pity Party” [A] | 3:24   |
| EP — 1 distribuit în întreaga lume |                  |        |
| 01.                                | „Pity Party” [B] | 4:45   |
| 02.                                | „Pity Party” [C] | 4ː43   |
| 03.                                | „Pity Party” [D] | 4:01   |
| 04.                                | „Pity Party” [E] | 4:58   |
| 05.                                | „Pity Party” [F] | 4:32   |
| 06.                                | „Pity Party” [G] | 3:02   |
| 07.                                | „Pity Party” [H] | 4:04   |

Specificații
- A ^ Versiunea de pe albumul de proveniență, Cry Baby.
- B ^ Remix „Madison Mars”.
- C ^ Remix „Kayliox”.
- D ^ Remix „XVII”.
- E ^ Remix „K Theory”.
- F ^ Remix „The Feels”.
- G ^ Remix „Myles Travitz”.
- H ^ Remix „Kassiano”.

## Clasamente
| Țară (clasament)                                            | Poziția maximă | Referință |
| ----------------------------------------------------------- | -------------- | --------- |
| Cehia (Singles Digitál Top 100)                             | 65             | [ 9 ]     |
| Regatul Unit (UK Singles Chart)                             | 175            | [ 10 ]    |
| Slovenia (Singles Digitál Top 100)                          | 70             | [ 11 ]    |
| Statele Unite ale Americii (Bubbling Under Hot 100 Singles) | 4              | [ 12 ]    |
| Statele Unite ale Americii (Mainstream Top 40)              | 40             | [ 13 ]    |

## Certificări
| \| Țara \| Vânzări/ puncte \| Certificare \| Referințe \| \| -------------------------- \| --------------- \| ----------- \| --------- \| \| Statele Unite ale Americii \| +500.000 \| \| [14] \| | Note - reprezintă „disc de aur”; |             |           |
| Țara | Vânzări/ puncte                  | Certificare | Referințe |
| Statele Unite ale Americii | +500.000                         |             | [ 14 ]    |